# Louis Michael Cullen
Louis Michael Cullen (* 29. November 1932 in New Ross, Co. Wexford) ist ein irischer Wirtschaftshistoriker, Diplomat und Hochschullehrer.

## Leben und Wirken
Louis Michael Cullen studierte ab 1950 Geschichte, zunächst am University College Galway, wo er den Magistergrad erwarb. Dann setzte er sein Studium an der London School of Economics and Political Science fort, wo er 1959 zum Ph.D. promovierte. Beruflich trat er zunächst in den diplomatischen Dienst ein und arbeitete an der Botschaft der Republik Irland in Paris. Im Zusammenhang mit dieser Tätigkeit beschäftigte er sich näher mit den wirtschaftlichen Beziehungen zwischen Irland und Frankreich. 1963 wurde er dann Dozent für Wirtschaftsgeschichte am Trinity College Dublin. Im Jahre 1972 wurde er dort zum Professor ernannt. In den Ruhestand trat er 2003. Neben seinen auf Irland bezogenen wirtschaftshistorischen Forschungen und Veröffentlichungen erlernte Cullen die japanische Sprache und beschäftigte sich nach Archivstudien in Japan mit der Geschichte dieses Landes.
Cullen erfuhr zahlreiche Ehrungen. Neben Ehrendoktorwürden mehrerer Universitäten wurde er 1975 Mitglied der Royal Irish Academy. Außerdem ist er seit 1998 korrespondierendes Mitglied der British Academy.

## Veröffentlichungen (Auswahl)
- Anglo-Irish Trade 1660–1800. Manchester University Press, Manchester 1968 (= Dissertation an der London School of Economics and Political Science).
- The smuggling trade in Ireland in the eighteenth century. In: Proceedings of the Royal Irish Academy. Sect. C., Bd. 67, Nr. 5, 1969, S. 149–175.
- Merchants, ships and trade 1660–1830. Gill & Macmillan, Dublin 1971, ISBN 0-7171-0545-8.
- An economic history of Ireland since 1660. Batsford, London 1972, ISBN 0-7134-1381-6 (2. Aufl. 1987, ISBN 0-7134-5808-9).
- (Hrsg.): The formation of Irish economy. Mercier Press, Cork 1976.
- Life in Ireland. Batsford. London 1979, ISBN 0-7134-1449-9.
- mit Thomas Christopher Smout (Hrsg.): Comparative aspects of Scottish and Irish economic and social history, 1600–1900. Donald, Edinburgh 1980, ISBN 0-85976-017-0.
- The emergence of modern Ireland 1600–1900. Batsford, London 1981, ISBN 0-7134-2747-7.
- Six generations. Life and work in Ireland from 1790. Mercier Press, Cork 1986, ISBN 0-85342-227-3.
- The hidden Ireland. Reassassment of a concept. Liliput Press, Mullingar 1988, ISBN 0-946640-31-9.
- The Irish brandy houses of eighteenth-century France. Lilliput Press, Dublin 2000, ISBN 1-901866-40-8.
- A history of Japan 1582–1941. Internal and external worlds. Cambridge University Press, Cambridge 2003, ISBN 0-521-52918-2.
- Economy, trade and Irish merchants at home and abroad, 1600–1988. Four Courts Press, Dublin 2012, ISBN 978-1-84682-319-0.
- (Hrsg.): The Bordeaux – Dublin letters, 1757. Correspondence of an Irish community abroad. Oxford University Press, Oxford 2013, ISBN 978-0-19-726562-8.
- Early Japanese trade, administration and interactions with the West. Renaissance Books, Folkestone 2020, ISBN 978-1-912961-06-1.

Festschrift
- David Dickson/Cormac Ó'Gráda (Hrsg.): Refiguring Ireland. Essays in honour of L. M. Cullen. Lilliput Press, Dublin 2003, ISBN 1-901866-84-X.